# 拉福奇 (密蘇里州)
拉福奇（英語：La Forge）是位於美國密蘇里州新馬德里縣的非建制地區。

## 歷史
拉福奇的郵局於1883年設立，其後於1928年停運。

## 地理
拉福奇所處的海拔為高於海平面92米（即302英呎），而該地所採用的時區為UTC-6，即北美中部時區（CST）。同時該地設有夏令時間，為UTC-6調快一小時，即UTC-5（CDT）。